# حادثة نانجار خيل
وقعت حادثة نانجار خيل، التي تُعرف أحيانًا باسم مجزرة نانجار خيل، في القرية الأفغانية التي تحمل اسم نانجار خيل (ولاية بكتيا) في السادس عشر من أغسطس، 2007. فبعد أن قام أحد المتمردين بتفجير عبوة ناسفة أدت إلى إصابة جنديين تابعين لإحدى الدوريات البولندية في المنطقة، قامت دورية من الجنود البولنديين من كتيبة الاقتحام الثامنة عشرة المنقولة جوًا بالمشاركة في القوة الدولية للمساعدة الأمنية بفتح نيران المدافع الآلية الثقيلة وأطلقت قذيفة هاون عيار 60 ملم على القرية. وأسفر الهجوم عن مقتل ستة من المدنيين من بينهم سيدة حامل وثلاثة أطفال وأُصيبت ثلاث سيدات أخريات بإصابة بالغة.

## الحادثة
طبقًا للتقرير العسكري الذي يحمل رقم D9 161030z من يوميات الحرب الأفغانية، أطلقت الدورية عدد 26 قذيفة هاون، سقط ثلاث منها في مبنى كان يُقام فيه حفل زواج. وأفاد سكان القرية بأنه لم يكن هناك أي اطلاق نار من جهة القرية وقت سقوط القذائف عليها، بينما ذكر الجنود البولنديون أنهم قاموا بفتح نيران المدافع الآلية على أربعة أشخاص بالقرب من القرية وأنهم بدورهم ردوا بإطلاق النيران. وقال سكان القرية إنه كان من الواجب على الجنود البولنديين أن يأتوا إلى القرية لطلب معلومات عن قيام مقاتلي طالبان بزرع العبوات الناسفة، خاصةً وأن القرية معروفة بمعارضتها للعمليات التي تنفذها طالبان بالقرب منها.
وفي مساء ذلك اليوم وفي اليوم التالي، وضع فريق إعادة إعمار المقاطعات والجنود البولنديون خطة «إدارة العواقب»، التي تشمل التواصل مع سكان القرية وتقديم هدايا من المستلزمات والمواد الغذائية وشراء الماعز لسكان القرية في بادرة على حسن النية والقيام بزيارات منتظمة إلى القرية لبناء «الثقة والألفة مع أهلها». ولاحقًا تم دفع تعويضات لأسر الضحايا وتم نقل المصابين الأفغان لتلقي العلاج في المستشفيات البولندية.

## المحاكمة
في السادس من يوليو عام 2008, انتهت النيابة من التحقيق وأرسلت لائحة اتهام في حق سبعة من جنود فريق تشارلي (اثنان من الضباط واثنان من ضباط الصف وثلاثة من العساكر) إلى المحكمة الجزئية العسكرية في وارسو تتهم السبعة بارتكاب جريمة حرب باستهداف المدنيين بانتقامهم بشكل غير قانوني. قال النقيب أولجيرد تشارلي ورجاله أنهم أبرياء من هذه التهمة. في حالة ما إذا ثبت الاتهام، سيواجه ستة من الجنود (المتهمين بقتل المدنيين) عقوبة السجن لمدة تتراوح ما بين 12 إلى 25 عامًا وقد تصل عقوبتهم إلى السجن مدى الحياة، أما المتهم السابع (المتهم بفتح النيران على أهداف غير مسلحة) فسيواجه عقوبة السجن لمدة 25 عامًا. ووفقًا للمتحدث الرسمي باسم المحكمة، فإن «هذه المحاكمة فريدة، ليس فقط في بولندا ولكن في أوروبا، بل وفي العالم بأسره.» ومع هذا، حظيت المحاكمة باهتمام ضئيل في وسائل الإعلام الأجنبية.
بدأت المحاكمة في فبراير من عام 2009. وفي مايو، قدم وزير الدفاع البولندي بوجدان كليتش شهادته التي وصف فيها الحادثة بأنها «خطأ»، مستشهدًا برأي قائد القوات الأمريكية في المنطقة. كما حصل الجنود على دعم العديد من ضباط الجيش والمشاهير بما في ذلك اللواء سلافومير بيتشكو، مؤسس وحدة القوات الخاصة البولندية GROM وأول قادتها. في الأول من يونيو عام 2011، قضت محكمة وارسو الجزئية ببراءة جميع الجنود السبعة لعدم وجود أدلة على قيامهم بالقتل العمد. ووصفت المحكمة القضية بأنها غير مسبوقة في تاريخ الجيش والقضاء البولندي. وأعطت للادعاء الحق في استئناف الحكم.

## إعادة المحاكمة في 2012
بدأت المحكمة العليا في بولندا محاكمة جديدة للجنود البولنديين السبعة في عام 2012. وقال المدعون أنهم مقتنعون بأن جرائم حربٍ قد أرتُكبت. وذكر جان زاك المدعي العام قائلاً هذا الحكم الأول «لا يجب أن يدوم».
وفي 2013، كانت القضية لا تزال منظورة أمام المحاكمة، وخاصةً قضية الضابط ببور (الذي يحمل رتبة ملازم ثانِ في قوات الناتو) وبيولاك (الذي يحمل رتبة رقيب أول في قوات الناتو) وأندريزيج أوسيكاي (الذي يحمل رتبة عريف في قوات الناتو، وتوماس بوريسويز الذي تم إرساله لفحصه من قِبل المحكمة العليا لوجود شكوك حول «براءتهم».

## وصلات خارجية
- Polish troops killed Afghan civilians-ministry, رويترز، 22 August 2007
- Polish NATO troops charged with murdering Afghan civilians, AFP, November 14, 2007
- An Afghanistan War-Crimes Case Tests Poland’s Commitment to Foreign Missions, نيويورك تايمز, November 29, 2007
- NATO: Poland to deal with war crimes, UPI, December 5, 2007
- Polish Troops Face War Crimes Charges, Military.com, December 28, 2007
- Nangar Khel: Inspecting the Scene, Gazeta Wyborcza, 2008-07-15
- Nangar Khel - a Reconstruction, Gazeta Wyborcza, 2008-07-28
- Court Criticizes Nangar Khel Probe, Warsaw Voice, 22 October 2008
- Nangar Khel Comes Up, Gazeta Wyborcza, 2009-02-03